# Taba (Égypte)
Pour les articles homonymes, voir Taba.
Taba (en arabe : طابا) est un village égyptien près de l'extrémité nord du Golfe d'Aqaba et de la frontière israélienne. Sa population n'a jamais dépassé une poignée de Bédouins, et Taba a été le dernier terrain rendu en 1989 à l'Égypte dans le cadre du traité de paix israélo-égyptien, après qu'une commission internationale eut statué sur la position de Taba par rapport à la frontière.
La fonction première de Taba est aujourd'hui d'être un point de passage pour les voyageurs vers/en provenance d'Israël, avec son hôtel de luxe (Hilton, mais connu sous le nom de Sonesta tant que dura l'occupation israélienne), son casino, et un dépôt de bus. Taba est aujourd'hui un lieu de villégiature pour les week-ends des Israéliens qui veulent jouer au casino ou faire de la plongée. Ils ont en effet le droit d'y rester jusqu'à 48 heures sans demander de visa.
En janvier 2001, des pourparlers de paix entre Israéliens et Palestiniens se sont déroulés au sommet de Taba.
Le 7 octobre 2004, l'hôtel Hilton de Taba fut la cible d'un attentat terroriste d'Al-Qaïda qui tua 34 personnes, dont de nombreux touristes israéliens. Après 24 jours d'investigations, le Ministère de l'Intérieur égyptien conclut que les terroristes n'avaient reçu aucune aide extérieure, à l'exception de celle de Bédouins de la péninsule.
Le 16 février 2014, un car a explosé à proximité d'un complexe hôtelier proche de la frontière entre l'Égypte et l'Israël, tuant et mutilant des touristes Coréens qui l'occupaient.
Taba possède un aéroport (Taba International Airport ; code AITA : TCP).
Quelques grands hôtels internationaux sont regroupés à une vingtaine de kilomètres de la ville dans un lieu nommé Taba Heights. Depuis décembre 2010, le Club Méditerranée y a ouvert le village Sinai Bay en bord de mer.